# Carl Witzmann

Foto von Ludwig Schwab aus den 1930er Jahren

Carl Witzmann (* 26. September 1883 in Wien; † 29. August 1952 ebenda) war ein österreichischer Architekt, Innenraumgestalter und Bühnenbildner.

## Leben
Carl Witzmann, Sohn eines Gastwirtes aus Wien-Erdberg, absolvierte eine Tischlerlehre und studierte 1900 bis 1904 an der Wiener Kunstgewerbeschule in der Architekturfachklasse bei Hermann Herdtle und Josef Hoffmann. Er blieb Hoffmann zeitlebens verbunden. Ab etwa 1901 arbeitete Witzmann als freier Architekt in Wien. 1908 bis 1915 lehrte er außerdem an der Kunstgewerbeschule Wien. Er wurde Mitglied des Österreichischen und des Deutschen Werkbunds. 1915 bis 1918 diente Witzmann als Soldat im Ersten Weltkrieg. 1919 bis 1945 war er Professor an der Kunstgewerbeschule Wien, bis 1923 im Fach für allgemeine Formenlehre, später als Leiter der Fachklasse für Innenarchitektur und Möbelbau. Eine seiner bedeutendsten Arbeiten war die Umgestaltung des Theaters in der Josefstadt nach dem Vorbild des  Teatro La Fenice in Venedig.
Witzmann war zeitlebens ein gut beschäftigter Architekt, der auch Möbel, Teppiche, Lampen und andere Gebrauchsgegenstände für die Wiener Werkstätte und für renommierte Firmen, wie Thonet, Backhausen und Lobmeyr entwarf. Nach dem „Anschluss“ Österreichs an NS-Deutschland gestaltete er vor allem Ausstellungskonzeptionen und Theaterumbauten für Propagandazwecke. Zum 1. Juni 1940 trat er der NSDAP bei (Mitgliedsnummer 7.683.309). Nach dem Zweiten Weltkrieg erhielt Carl Witzmann zeitweilig Berufsverbot und wurde zwar 1948 außerordentlicher Professor, emeritierte aber noch im selben Jahr. Zuletzt wirkte er noch als freier Architekt.
Er wurde am Wiener Zentralfriedhof bestattet.

## Werke
| Foto |                 | Baujahr   | Name                                                                            | Standort                                           | Beschreibung | Metadaten                                                                   |
| --- | --------------- | --------- | ------------------------------------------------------------------------------- | -------------------------------------------------- | --- | --------------------------------------------------------------------------- |
| ja | Datei hochladen | 1907      | Villa                                                                           | Wien 13, Kienmayergasse 37–39 Standort             | | P84(Architekt):Carl Witzmann P131(Ort):Wien Region-ISO:AT-9                 |
| BW | Datei hochladen | 1910      | Villa                                                                           | Wien 13, Eitelbergergasse 9 Standort               | | P84(Architekt):Carl Witzmann P131(Ort):Wien Region-ISO:AT-9                 |
| ja | Datei hochladen | 1911      | Villa                                                                           | Wien 13, Meytensgasse 4 Standort                   | | P84(Architekt):Carl Witzmann P131(Ort):Wien Region-ISO:AT-9                 |
| ja | Datei hochladen | 1911–1913 | Villa Ungar                                                                     | Wien 13, Beckgasse 32 Standort                     | | P84(Architekt):Carl Witzmann P131(Ort):Wien Region-ISO:AT-9                 |
| ja | Datei hochladen | 1912      | Villa                                                                           | Wien 13, Münichreiterstraße 32 Standort            | | P84(Architekt):Carl Witzmann P131(Ort):Wien Region-ISO:AT-9                 |
| BW | Datei hochladen | 1912      | Wohnhaus „Hackinger Hof“                                                        | Wien 13, Auhofstraße 189 Standort                  | Anmerkung: zum St.-Josef-Spital gehörig | P84(Architekt): P131(Ort):                                                  |
| ja | Datei hochladen | 1912      | Villa Hugo Franz Kirsch HERIS-ID: 10734 Objekt-ID: 6796                         | Wien 23, Rudolf-Waisenhorn-Gasse 90 Standort       | | P84(Architekt):Carl Witzmann P131(Ort):Liesing Region-ISO:AT-9              |
| ja | Datei hochladen | 1913      | Villa                                                                           | Wien 13, Eitelbergergasse 18 Standort              | | P84(Architekt):Carl Witzmann P131(Ort):Wien Region-ISO:AT-9                 |
| ja | Datei hochladen | 1912–1913 | Villa Kortschak                                                                 | Wien 13, Veitingergasse 46 Standort                | | P84(Architekt):Carl Witzmann P131(Ort):Wien Region-ISO:AT-9                 |
| ja | Datei hochladen | 1912–1913 | Villa Kosmak                                                                    | Wien 13, Elßlergasse 8 Standort                    | Als dreigeschoßiger, symmetrischer, kubisch-plastisch gestalteter Baukörper mit weit vortretendem Kranzgesims, gilt die Villa als bedeutsamer Bau der Wiener Protomoderne.            | P84(Architekt):Carl Witzmann P131(Ort):Wien Region-ISO:AT-9                 |
| ja | Datei hochladen | 1913      | Villa Röminger                                                                  | Wien 13, Beckgasse 39 Standort                     | | P84(Architekt):Carl Witzmann P131(Ort):Wien Region-ISO:AT-9                 |
| ja | Datei hochladen | 1913      | Doppelvilla                                                                     | Wien 13, Kupelwiesergasse 42–42a Standort          | | P84(Architekt):Carl Witzmann P131(Ort):Wien Region-ISO:AT-9                 |
| ja | Datei hochladen | 1912–1913 | Villa Gerger                                                                    | Wien 13, Larochegasse 13 / Elßlergasse 11 Standort | | P84(Architekt):Carl Witzmann P131(Ort):Wien Region-ISO:AT-9                 |
| BW | Datei hochladen | 1915      | Doppelhaus Gröger                                                               | Wien 13, Mantlergasse 16 Standort                  | | P84(Architekt):Carl Witzmann P131(Ort):Wien Region-ISO:AT-9                 |
| BW | Datei hochladen | 1919      | Haus Klein (Umbau und Adaptierung)                                              | Wien 13, Hietzinger Hauptstraße 20 Standort        | | P84(Architekt): P131(Ort):                                                  |
| ja | Datei hochladen | 1921      | Wohnhaus                                                                        | Wien 13, Lainzer Straße 33 Standort                | | P84(Architekt):Carl Witzmann P131(Ort):Wien Region-ISO:AT-9                 |
| ja | Datei hochladen |           | Umgestaltung der ehemaligen Hofstallungen zum Messepalast                       | Wien 1, Museumsplatz 1 Standort                    | Anmerkung: Heute Museumsquartier | P84(Architekt): P131(Ort):                                                  |
| ja | Datei hochladen | 1922      | Wohnhausanlage Heimhof HERIS-ID: 48580 Objekt-ID: 52115 Wiener Wohnen: 181      | Johnstraße 52-54 Standort                          | | P84(Architekt):Carl Witzmann P131(Ort):Rudolfsheim-Fünfhaus Region-ISO:AT-9 |
| ja | Datei hochladen | 1922–1923 | Villa Blum                                                                      | Wien 13, Angermayergasse 1 Standort                | → Hauptartikel : Villa Blum f1 | P84(Architekt): P131(Ort):Wien Region-ISO:AT-9                              |
| ja | Datei hochladen | 1923–1924 | Umbau des Josefstädter Theaters HERIS-ID: 40952 Objekt-ID: 41256                | Josefstädter Straße 24-26 Standort                 | → Hauptartikel : Theater in der Josefstadt f1 | P84(Architekt):Joseph Kornhäusel P131(Ort):Josefstadt Region-ISO:AT-9       |
| ja | Datei hochladen | 1923      | Villa                                                                           | Wien 13, Meytensgasse 19 Standort                  | | P84(Architekt):Carl Witzmann P131(Ort):Wien Region-ISO:AT-9                 |
| ja | Datei hochladen | 1925      | Villa                                                                           | Wien 13, Meytensgasse 27 Standort                  | | P84(Architekt):Carl Witzmann P131(Ort):Wien Region-ISO:AT-9                 |
| ja | Datei hochladen |           | Wohnhaus der Gemeinde Wien HERIS-ID: 48579 Objekt-ID: 52114 Wiener Wohnen: 1065 | Oeverseestraße 25-29 Standort                      | | P84(Architekt): P131(Ort):Rudolfsheim-Fünfhaus Region-ISO:AT-9              |
| BW | Datei hochladen | 1930      | Haus Witzmann                                                                   | Wien 13, St.-Veit-Gasse 76 Standort                | | P84(Architekt): P131(Ort):                                                  |
| ja | Datei hochladen | 1931      | Wohnhausanlage der Gemeinde Wien Wiener Wohnen: 886                             | Standort                                           | | P84(Architekt):Carl Witzmann P131(Ort):Wien Region-ISO:AT-9                 |
| ja | Datei hochladen |           | Umbau des Johann Strauß-Theaters zum Großkino Scala                             | Standort                                           | zerstört Anmerkung: 1956 wurde das Haus geschlossen, 1960 wurde das Gebäude schließlich abgerissen, die Lücke blieb bis 1978 unverbaut, sodann mit einem grauen Wohnhausblock bebaut. | P84(Architekt): P131(Ort):Wien Region-ISO:AT-9                              |
| ja [[Vorlage:Bilderwunsch/code!/O:Theater im Zentrum (Wien)!/C:48.2072,16.3731!/D:Moulin Rouge in der Liliengasse 3, Neugestaltung des Innenraums Liliengasse 3, 1010 Wien Innenaufnahme des Saals!/\|BW]] | Datei hochladen | 1932      | Moulin Rouge in der Liliengasse 3, Neugestaltung des Innenraums                 | Liliengasse 3, 1010 Wien Standort                  | → Hauptartikel : Theater im Zentrum (Wien) f1 | P84(Architekt):Eduard Prandl, Carl Witzmann P131(Ort):Wien Region-ISO:AT-9  |